# دومينيك كارمان
دومينيك كارمان هو ناشر وصحفي وسياسي بريطاني، ولد في 23 أغسطس 1961. نشط حزبياً في الديمقراطيون الليبراليون.